# Golden Horseshoe
Pour les articles homonymes, voir Horseshoe.

Le Golden Horseshoe

Le Golden Horseshoe, ou Fer à cheval doré, est une région fortement urbanisée du centre-sud de l'Ontario qui correspond à la grande région métropolitaine d'Oshawa, Whitby, Toronto, Mississauga, Oakville, Burlington, Hamilton, Saint Catharines et Niagara Falls.  
Cette région tire son nom de sa forme incurvée en fer à cheval (Horseshoe) autour du bout ouest du lac Ontario et le qualificatif « doré » (Golden) de sa prospérité. 
Il s'agit de la plus importante région métropolitaine du Canada. Environ 9,2 millions de personnes habitent la mégalopole en 2020, le quart de la population canadienne.

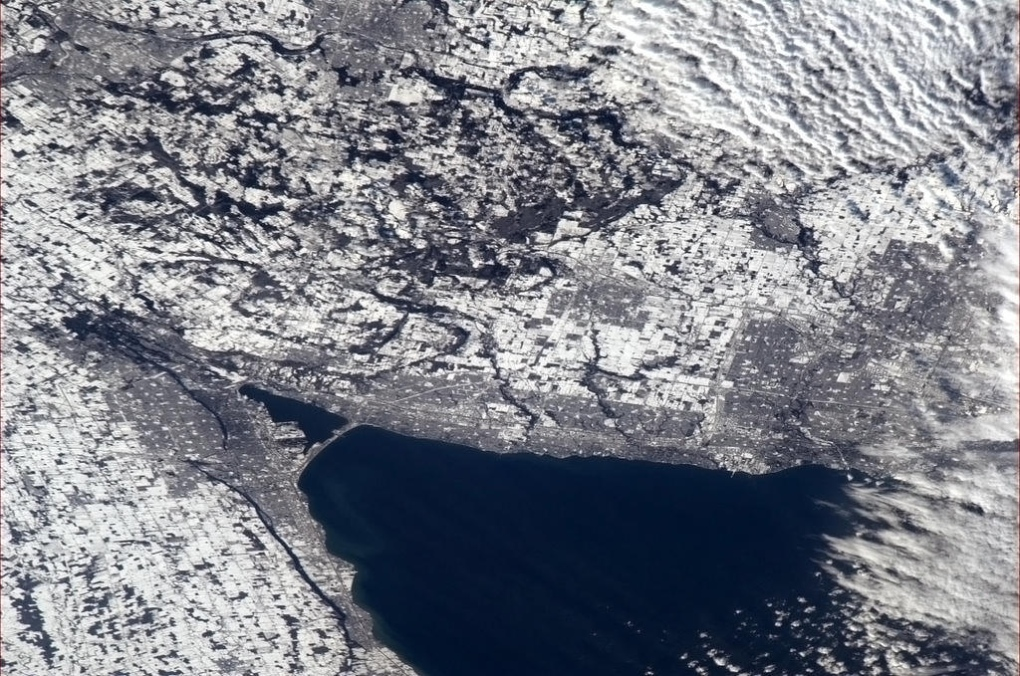
La région du Golden Horseshoe vue depuis la station spatiale internationale en hiver.